# Carex subfilicinoides
Carex subfilicinoides är en halvgräsart som beskrevs av Georg Kükenthal. Carex subfilicinoides ingår i släktet starrar, och familjen halvgräs. Inga underarter finns listade i Catalogue of Life.